# PostgreSQL
PostgreSQL este un sistem de baze de date relationale. Este disponibil gratuit sub o licentă open source de tip BSD. PostgreSQL nu este controlat de nici o companie, își bazează dezvoltarea pe o comunitate răspândită la nivel global, precum și câteva companii dezvoltatoare. 

## Numele produsului
La prima vedere numele poate parea dificil de pronunțat. Dezvolatorii îl pronunță pronunție în engleză [ˈpoʊstɡrɛs ˌkjuː ˈɛl]; (Audio sample, 5.6k MP3). Este uneori abreviat ca "Postgres", numele original. Numele reflectă originea proiectului, ca o bază de date post-Ingress, autorii originali fiind de asemenea participanți la dezvoltarea Ingress.

## Caracteristici

### Limitări
Câteva limitări generale 
- Dimensiunea maximă a bazei de date: nelimitat
- Dimensiunea maximă a unei tabele: 32 TB
- Dimensiunea maximă a unei înregistrări: 1,6 TB
- Dimensiunea maximă a unui câmp: 1 GB
- Număr maxim de înregistrari într-o tabelă: nelimitat
- Număr maxim de coloane într-o tabelă: 250 - 1600 în funcție de tipul coloanelor

### Limbaj procedural
PostgreSQL permite folosirea limbajelor procedurale pentru a executa blocuri de cod direct în serverul de baze de date. Se pot folosi pentru a crea funcții definite de utilizator (subrutine, trigerre, agregate și funcții fereastră) sau pentru a crea blocuri ad hoc "DO". Instalarea standard a PostgreSQL permite utilizarea urmatoarelor limbaje:
- PL/pgSQL, un limbar asemănator cu PL/SQL existent in Oracle.
- PL/Tcl, pune la dispoziție Tcl
- PL/Perl, pune la dispoziție Perl
- PL/Python, pune la dispoziție Python, versiunea 2 sau 3.

Alte limbaje disponibile în afara pachetului de bază includ: PL/Java, PL/php, PL/Ruby, etc.

### Indecși
La fel ca și alte baze de date, PostgreSQL permite utilizarea indecșilor pentru accelerarea interogarilor. Suporta mai multe tipuri de indecși: B-tree, Hash, GiST sau GIN. Daca tipul nu este specificat la crearea indexului, se utilizează B-tree. Alte caracteristici suportate:
- Valorile indecșilor pot fi calculate printr-o expresie sau o funcție.
- Indecși parțiali permit să se indexează doar o parte dintr-o tabelă. Pot fi creați prin specificarea unei clauze WHERE la sfârșitul unei comenzi  CREATE INDEX.
- Planificatorul este capabil să folosească mai mulți indecși pentru a executa interogări complexe.